# Motu Patlu
Motu Patlu è una serie televisiva animata indiana scritta da Niraj Vikram per Nickelodeon India. La serie è prodotta da Maya Digital Studios ed è stata presentata in anteprima il 16 ottobre 2012.
La serie è basata sul famoso fumetto hindi omonimo della “Loptop”.

## Trama
I protagonisti della serie sono Motu e Patlu, due amici che vivono nella città immaginaria di Furfuri Nagar. I due protagonisti finiscono spesso nei guai e in situazioni comiche, per essere poi salvati solo per pura fortuna.
Il principale antagonista della serie è un criminale di nome John che è sempre accompagnato dai suoi scagnozzi, Numero 1 e il Numero 2. John intende diventare un grande criminale, ma i suoi piani falliscono sempre a causa di Motu e Patlu che riescono sempre a fermarlo.

## Personaggi
Motu: è uno dei protagonisti della serie, è un uomo grasso e baffuto. Gli piace mangiare samosa che è la fonte essenziale dei suoi superpoteri: gli dà la capacità di sconfiggere i suoi nemici normalmente più grandi di lui e inoltre la samosa gli aumenta anche la velocità, forza, visibilità e intelligenza, permettendogli anche di sollevare massi e veicoli. Il suo migliore amico è Patlu. Nella serie è sempre alla ricerca del modo più semplice per guadagnare soldi, divertirsi e mangiare un sacco di samosa.
Patlu: è il miglior amico di Motu e uno dei protagonisti della serie. È spesso ritratto come la persona più intelligente della città, tuttavia, spesso si mette nei guai con Motu. Non ama i samosa, ma gli piace leggere i giornali. Ha una testa calva e una treccia, indossa sempre una tunica gialla e pantaloncini arancioni, occhiali con montatura marrone e scarpe marroni.

## Film
Nel 2016 è stato creato un film ispirato alla serie animata: Motu e Patlu, il re dei re, diretto da Suhas Kadav e prodotto da Ketan Mehta, i due protagonisti devono aiutare un leone di nome Guddu a tornare nella giungla.